# Juan Brom
Juan Brom Offenbacher (Fürth, Alemania, febrero de 1926 - Ciudad de México, 28 de marzo de 2011) fue un profesor de historia universal y ciencias políticas de la Facultad de Ciencias Políticas y Sociales de la Universidad Nacional Autónoma de México. Se desempeñó también como profesor en la Universidad Michoacana de San Nicolás de Hidalgo. 

## Biografía
Juan Brom obtuvo su licenciatura, maestría, y doctorado en historia universal en la Universidad Nacional Autónoma de México. En 1986 fue distinguido con el Premio UNAM en docencia en Ciencias Sociales, y en 2001 fue honrado con el título de profesor emérito tras cuarenta años de docencia.
Su investigación académica se basó principalmente en historia general de México, Latinoamérica y la Unión Europea, principalmente Alemania. Escribió varios libros de historia que han vendido miles de copias, destacando por su escritura analítica y comprensible de la historia, en pos de la máxima objetividad y de que el lector reflexione y elabore su propio criterio.
Respecto a su orientación política, en un especial sobre su vida en el canal de televisión del cinco en México de la UNAM, dijo ser un «comunista sin partido», preocupado desde su etapa universitaria por conocer las causas sociales, políticas, y económicas, y también por la «permanencia y continuidad de las luchas del pueblo mexicano». Afirmó asimismo que «la actividad principal de toda sociedad es la producción de los bienes necesarios para su subsistencia; para los primeros hombres, ésta no sólo era la actividad principal, sino casi la única y en su sentido más elemental: la obtención de los medios físicamente indispensables para la vida».
Brom se interesó también por otras causas y luchas políticas como la liberación de cinco cubanos presos en los Estados Unidos y la del corresponsal Fredy Muñoz, la criminalización de TeleSUR, y la censura contra Ignacio Ramonet y Ramón Chao, padre del cantante Manu Chao.

## Obras
- Esbozo de historia de México. México: Grijalbo. 1998. ISBN 978-970-780-445-6.
- Para comprender la historia. México: Grijalbo. 2003. ISBN 970-05-1586-9.
- Esbozo de historia universal. México: Grijalbo. 2007. ISBN 978-970-780-832-4.
- De niño judío alemán a comunista mexicano: Una autobiografía política. México: Grijalbo Mondadori. 2009. ISBN 9786074299090.

El libro Esbozo de historia universal fue editado por primera vez en 1962 por la Universidad Michoacana de San Nicolás de Hidalgo. La obra ha tenido muchas revisiones y se ha vuelto a editar desde 1973 por la editorial Grijalbo.
Por su parte, Para comprender la historia tuvo su primera edición en 1972 por Editorial Nuestro Tiempo. Ese mismo año se presentaron la segunda y tercera edición. Ha tenido múltiples ediciones posteriores.